# Fodina oriolus
Fodina oriolus är en fjärilsart som beskrevs av Achille Guenée 1852. Fodina oriolus ingår i släktet Fodina och familjen nattflyn. Inga underarter finns listade i Catalogue of Life.